# Barbara Jadwiga Groniowska
Barbara Jadwiga Groniowska (ur. 22 listopada 1889 w Warszawie, zm. 2 marca 1985 tamże) – polska bibliotekarka, nauczycielka, pionierka badań czytelnictwa dzieci, prekursorka nowatorskich form pracy z czytelnikiem. Pierwsza w Polsce przeprowadziła lekcję biblioteczną.

## Życiorys
Urodziła się w rodzinie o tradycjach patriotycznych, jako córka Leopolda Brokmana (1849–1932) i Heleny z Rotwandów (ur. 1852). Siostra Henryka Brokmana, lekarza. Po ukończeniu prywatnej pensji w Warszawie uzyskała w 1911 dyplom Wydziału Przyrodniczego na Kursach Pedagogicznych dla Kobiet Jana Miłkowskiego. W 1912 rozpoczęła studia medyczne na Uniwersytecie w Zurychu, przerwane wybuchem wojny w 1914 roku. Po powrocie do kraju pracowała jako wolontariuszka w szpitalu, w latach 1916–1923 była nauczycielką w Warszawie i Łodzi. W 1927 podjęła naukę w Studium Pracy Społeczno-Oświatowej Wolnej Wszechnicy Polskiej na kierunku bibliotekarstwo dziecięce, uzyskując 1931 dyplom na podstawie pracy pt. Przyczynki do badań czytelnictwa dzieci i młodzieży. Udowodniła w niej zawodność metody ankietowej stosowanej powszechnie do badań zainteresowań czytelniczych dzieci, a pogląd, że dzieci najczęściej wskazują ostatnio przeczytaną książkę potwierdziły jej dwuletnie badania przeprowadzone w warszawskich bibliotekach.
W latach 1928–1936 pracowała w Towarzystwie Bibliotek dla Dzieci, kierując sześcioma placówkami. Prowadziła tu badania nad czytelnictwem dzieci. Swoje obserwacje zaprezentowała na II Kongresie Pedagogicznym Związku Nauczycielstwa Polskiego w Wilnie w 1931 w referacie przygotowanym z Heleną Radlińską i Marią Gutry pt. Czytelnictwo dzieci i młodzieży.
W latach 1933–1935 wykładała literaturę dziecięcą i czytelnictwo w Państwowym Instytucie Nauczycielskim, a w latach 1936–1937 prowadziła wykłady i ćwiczenia w Studium Pracy Społeczno-Oświatowej Wolnej Wszechnicy Polskiej. Była też reprezentantką w Komisji Oceny Książek dla Bibliotek Szkolnych.
Po przyłączeniu w 1936 sieci czytelń Towarzystwa Bibliotek dla Dzieci do Biblioteki Publicznej m.st. Warszawy została kierowniczką Biblioteki dla Dzieci nr 2 przy ul. Karolkowej, gdzie zainicjowała wiele nowych, atrakcyjnych form pracy z czytelnikiem.
W kwietniu 1945 podjęła pracę w Bibliotece Publicznej m.st. Warszawy w Sekcji Bibliotek dla Dzieci, zastępując nieobecną kierowniczkę Marię Gutry oraz jako kustosz działającego przy tej bibliotece Muzeum Książki Dziecięcej. Przystąpiła do odbudowy placówek, jednocześnie przygotowywała do uruchomienia bibliotekę szkolną Gimnazjum im. Stefana Batorego w Warszawie. W latach 1949–1953 kierowała Sekcją Bibliotek dla Dzieci.
Po przejściu na emeryturę w 1953 była nadal czynna zawodowo. Na konferencji organizowanej przez Ministerstwo Kultury i Sztuki wygłosiła referat pt. Formy i metody pracy z czytelnikiem w bibliotekach dziecięcych Biblioteki Publicznej m.st. Warszawy oraz działalność Ośrodka Instrukcyjno-Metodycznego Bibliotek dla dzieci.
W latach 1951–1954 uczestniczyła w Komisji Oceny Książek dla Dzieci i Młodzieży przy Centralnym Zarządzie Bibliotek.
Położyła ogromne zasługi dla rozwoju zainteresowań czytelniczych dzieci. Stosowała nowatorskie metody pracy. Pierwsza w Polsce przeprowadziła w 1937 lekcję biblioteczną – formę tę przejęły później wszystkie biblioteki dziecięce w Warszawie, a po wojnie Ministerstwo Oświaty wprowadziło je do programów szkolnych. Opisała ją w artykule pt. Szkolenie czytelnika. Publikacja ta miała ogromną wartość dla bibliotekarek pracujących z dziećmi.
Zasłużyła się także na polu szkolenia bibliotekarzy. W latach 1953–1955 należała do grona pedagogów Państwowego Zaocznego Kursu Bibliotekarskiego w Warszawie. Była wykładowcą na licznych kursach organizowanych przez Bibliotekę Publiczną, Ministerstwo Oświaty, Ministerstwo Kultury, Towarzystwo Przyjaciół Dzieci i Ośrodek Kształcenia Bibliotekarzy w Jarocinie.
W 1954 podjęła się uporządkowania i opracowania księgozbioru „Naszej Księgarni”.
Od 1982 była aktywnym członkiem Stowarzyszenia Bibliotekarzy Polskich.
Zmarła w Warszawie, pochowana na cmentarzu Powązkowskim (kwatera 142-3-8,9).

## Ordery i odznaczenia
- Krzyż Kawalerski Orderu Odrodzenia Polski (1958)[9]

## Życie prywatne
W lipcu 1918 wyszła za mąż za inż. Kazimierza Grosglika – pracownika Instytutu Transportu Samochodowego. W 1932 oboje małżonkowie zmienili nazwisko na Groniowscy. W czasie II wojny światowej jej mąż jako oficer rezerwy walczył w oddziałach Wojska Polskiego w Europie Zachodniej. Do kraju powrócił w 1946. W tym czasie na utrzymanie swoje i syna (ur. 1932) pracowała dorywczo, okresowo się ukrywając. Po powstaniu warszawskim została ewakuowana w okolice Krakowa, gdzie przebywała do zakończenia działań wojennych.

## Publikacje
- Barbara Groniowska, Maria Gutry: Dwadzieścia poczytnych książek. „Ruch Pedagogiczny”, 1933 nr 3, s. 7.
- Barbara Groniowska: Towarzystwo Bibliotek dla dzieci. „Bibliotekarz”, 1934, nr 3/5, s. 34–35.
- Barbara Groniowska: Rola Sekcji dziecięcej Biblioteki Publicznej m.st Warszawy. „Bibliotekarz”, 1949, nr 11/12, s. 193.
- Barbara Groniowska: Zadania dziecięcych bibliotek publicznych. „Bibliotekarz”, 1949 nr 11/12, s. 180–181.
- Maria Gutry, Barbara Grosglikowa: Biblioteki dla dzieci i młodzieży. Warszawa: Ministerstwo Kultury i Sztuki. Centralny Zarząd Bibliotek, 1954.
- O porozumienie w sprawie badań czytelniczych. „Bibliotekarz”, 1956, nr 11/12, s. 326–329.
- Barbara Groniowska, Maria Gutry: Organizacja i metody pracy bibliotek dziecięcych. Warszawa: Państwowy Ośrodek Kształcenia Korespondencyjnego Bibliotekarzy, 1957, 1962, 1967.
- Felicja Neubert, Barbara Groniowska: Wskazówki metodyczne przy poznawaniu literatury dziecięcej. Warszawa: Państwowy Ośrodek Kształcenia Korespondencyjnego Bibliotekarzy, 1958.
- Barbara Groniowska: Z rozmyślań nad przymusowym czytelnictwem. „Bibliotekarz”, 1959, nr 1, s. 17–19.
- Bibliografia literatury dla dzieci 1945–1960 : literatura polska / Felicja Neubert, Alina Łasiewicka, Maria Gutry ; red. A. Łasiewicka ; oprac. przy współudz. Barbary Groniowskiej. Warszawa: Stowarzyszenie Bibliotekarzy Polskich, 1963.
- W poszukiwaniu przyjaciół – doświadczenia turnieju czytelniczego „Jedziemy w świat”. Warszawa: Stowarzyszenie Bibliotekarzy Polskich: na zlec. Ministerstwa Kultury i Sztuki. Departament Pracy Kulturalno-Oświatowej i Bibliotek, 1963.
- Polskie piśmiennictwo wojskowe XVI-XVIII wieku w zbiorach Centralnej Biblioteki Wojskowej: katalog. Oprac. Ewa Stachowska-Musiał, Barbara Groniowska. Warszawa: CBW, 1979.
- Opracowała z Marią Gutry hasło „czytelnictwo” do Encyklopedii Wychowania T.3 Warszawa, 1938, s. 513–519.